# 森清佳
森清佳（1979年9月6日—），是一位日本女性播報員，目前於北海道電視台（HTB）服務。身高161厘米，血型B型。

## 來歷
- 在千葉縣市原市出生，家中除了父母外還包括一個哥哥。興趣是外食吃拉麵、旅行（特別喜歡印度、印尼、埃及）、瑜珈、馬拉松（可完成半馬路程）。特技為騎馬、作菓子、滑雪、料理。
- 1998年自學習院女子高等科升學，進入學習院大學文學部史學科。大學時期加入了學生諮詢所。2003年畢業後，選擇進入北海道電視台。
- 2003年主持「清佳的撲通撲通宣傳隊」（さやかのドキドキ宣伝隊）以及札幌市的廣報節目「愛・Love札幌[1]」，以新人之姿負責冠名節目。
- 2004年10月，負責節目《第一推薦！（日语：イチオシ!）》的體育單元「第一體育！」主持工作。
- 2004年，她在「第3屆ANN主播獎（日语：ANNアナウンサー賞）」的朗讀旁白方面獲得優秀獎。
- 2005年4月1日，成為《第一推薦！》的第二代女性主持人。
- 2005年6月1日、9月21日，被推派為地上數位放送推進大使北海道地區促進部隊「數位宣傳隊☆主播連者」（デジタル宣隊☆アナレンジャー）的隊員，設定的必殺技為「雙方向」。另外，在北海道電視台的地上數位放送廣告「夢見數位6、HTB」中也有演出。
- 2009年7月27日，於《第一推薦！》上發表結婚的消息。
- 2010年1月29日，於《第一推薦！》結束後請產假。
- 2010年10月4日，於《第一推薦！》復歸節目。
- 2013年3月1日，於《第一推薦！》發表即將再次生產，第二度請產假。

## 主持節目

### 現在主持節目
- 《第一推薦！（日语：イチオシ!）》（2005年4月1日－，星期一至星期五15:47 - 19:00）：主要主持人

### 過去主持節目
- 迷你節目《清佳的撲通撲通宣傳隊》（日语：さやかのドキドキ宣伝隊）
- HTB開局40週年全部10小時夢想廣場大集合！（日语：HTB開局40周年全部たしたら10時間ユメミル広場に大集合!!）[2]（2008年8月29日（23:15 - 25:30）、31日（6:30 - 8:00、9:30 - 16:00） - 札幌巨蛋內記者

## 演出

### 閱讀戲劇
- [3]（2005年12月、札幌LOFT 五番舘紅磚廳、鈴井貴之導演）
- [4]（2006年12月16日13:30 -、17日13:30 -、18:00 -、Concarino[5]）

### 播客
- さやか的　朗読の世界へようこそ

## 外部連結
- HTBアナウンサー 森さやかプロフィール （日語）
- さやかっぱのサッポロかっぽ記 （页面存档备份，存于） - 本人寫真日記 （日語）
- イチオシ! （页面存档备份，存于） - 包含本人評論 （日語）
- 北海道日刊スポーツインタビュー[永久] - 引用來源 （日語）
- ANNアナウンサー賞 （页面存档备份，存于） （日語）